# Leibermuster

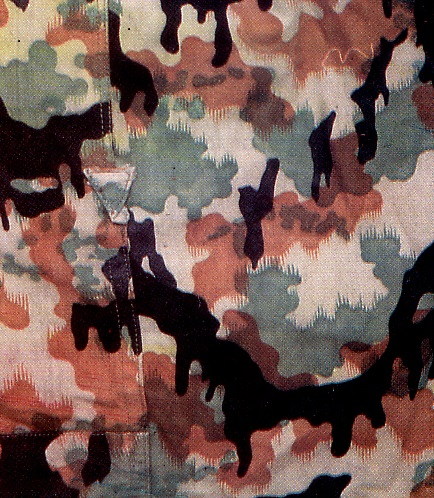
Wehrmacht-Leibermuster 1945

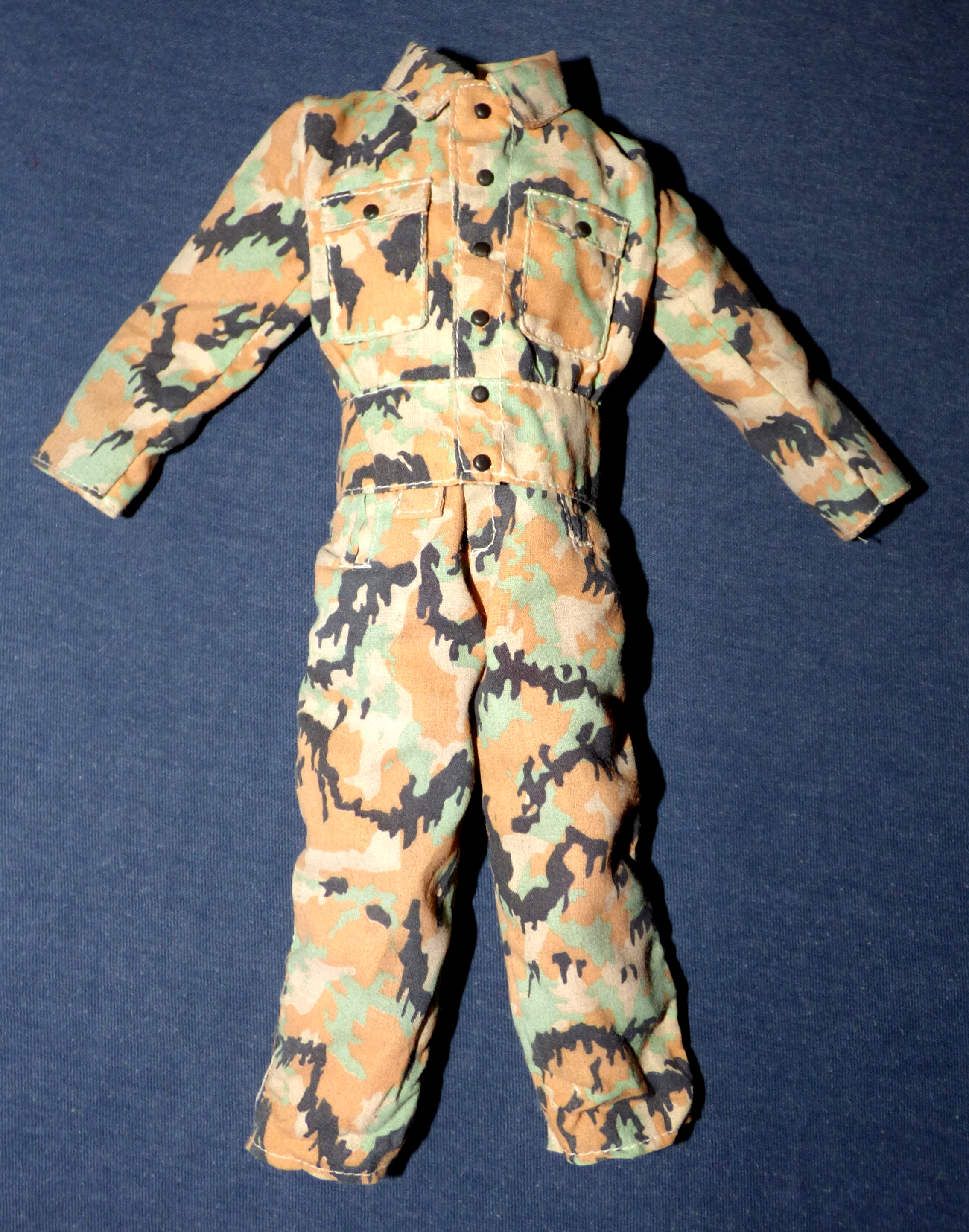
Tarnuniform der Wehrmacht im Maßstab 1:6

Das Leibermuster ist die einzige deutsche Tarnmustervariante, die unter ihrem historischen deutschen Namen bekannt geworden ist. (Sumpfmuster und Splittertarn sind Nachkriegsbezeichnungen, die von Sammlern zur einfacheren Unterscheidung eingeführt wurden). Der Name Leibermuster wurde bereits 1945 im sogenannten Richardson-Report benutzt, in dem sämtliche deutschen Tarnmuster untersucht wurden.

## Namensgebung
Federführend bei der Entwicklung war Professor Johann Georg Schick (* 26. Oktober 1882 in Karlsruhe), der bereits für die Waffen-SS ab 1937 Tarnuniformen entwickelte. Der Name „Leibermuster“ geht jedoch auf den Drucktechnik-Ingenieur Hellmut Leiber aus Freiburg (Breisgau) zurück, der mit der Firma „Schlieper & Baum AG“ aus Wuppertal für Farbmischungen und Fertigungsweisen zwei Patente erwarb.

## Grund und Zweck
Die Firmen Hellmut Leiber und Schlieper & Baum erhielten am 5. Mai 1942 ein Patent für ein Verfahren zur Herstellung von Tarnmustern auf Gewebebahnen und ähnlichen flächigen Materialien. Das Patent zu diesem Verfahren wurde am 11. März 1954 für den Raum der Bundesrepublik Deutschland nochmals erteilt, wobei klargestellt wurde, dass die eigentlichen Erfinder beantragt hatten, nicht genannt zu werden. Das Patent gibt die Überlegungen des Herstellers wieder:
… Alle bisherigen Tarnungsversuche dieser Art gingen von dem Grundsatz aus, für die einzelnen Flecken oder Figuren Farben zu verwenden, die im Gelände vorkommen. Nun ist aber beobachtet worden, daß die farbigen Flecken derartiger Tarnmuster, schon aus vergleichsweise geringer Entfernung betrachtet, ineinander verschwimmen, so daß die charakteristische Form des zu tarnenden Gegenstandes, z. B. eines Zeltes, trotz der Flecken gut erkennbar bleibt. Dies gilt besonders bei Beobachtungen aus der Luft und ist darauf zurückzuführen, daß in der Umgebung des zu tarnenden Gegenstandes nicht nur die Oberflächenfärbung der Dinge wirksam ist, sondern in viel höherem Grade auch deren Beleuchtung. Diese äußert sich einerseits in mehr oder weniger starker Lichtreflexion nach dem Beschauer hin, andererseits in verschieden starker Beschattung anderer stellen. …
Im Patent wird daher empfohlen, dass
… die üblichen dem Gelände angepaßten Farben und Muster durch solche ersetzt oder ergänzt werden, die nach den Erfahrungen der Maltechnik auf flächigen Gebilden plastische Erscheinungen vortäuschen. Hieraus ergibt sich die Notwendigkeit, zum Ersatz oder zur Ergänzung dieser dem Gelände angepassten Farben im wesentlichen solche von erhöhter Kontrastwirkung zu wählen, wobei in erster Linie ausgesprochene Licht- und Schattentöne in Betracht kommen. …
Daher wird vorgeschlagen, Schwarz als die stärkste kontrastgebende Schattenfarbe einzusetzen, wobei der Anteil dieser nicht zu fein aufzutragenden Farbe zwischen 10 und 40 Prozent der Gesamtfläche ausmachen sollte. Als zweitstärkste Farbe auf dem Muster wird gemäß der Maltechnik Weiß empfohlen, wobei zur Erhöhung der Kontrastwirkung auch Bronzefarben oder glänzende Lacke Verwendung finden können. Alle weiteren Farbtöne sind denkbar, egal ob sie für sich alleine im Gelände vorkommen oder nicht. Im Extremfall empfiehlt das Patent neben Schwarz und Weiß die Reintöne des Dreifarbendrucks, Cyan, Magenta und Gelb, zu verwenden.
Das zweite von den Firmen Hellmut Leiber und Schlieper & Baum angemeldete Patent stammt ursprünglich vom 12. März 1944. Auch hier wollten die eigentlichen Erfinder nicht genannt werden. Für den Raum der Bundesrepublik Deutschland wurde auch dieses Patent Verfahren zum Herstellen farbiger Musterungen auf Geweben und anderen Stoffen am 15. Oktober 1953 erneut erteilt. Die Erfinder beschäftigten sich hier mit der Art und Weise, wie Tarnmuster im besten Fall gedruckt werden sollen. Moniert wird die Regelmäßigkeit, die bisher beim Bedrucken von Tarnstoffen in bestimmten Intervallen aufgetreten sei. Das Patent schließt daher diverse Druckverfahren ein, die eine erhöhte Unregelmäßigkeit von Mustern während des Herstellungsprozesses gewährleisten.
Mit Erreichen der Einführungsreife der deutschen Bildwandlergeräte (Infrarotsichtgeräte) wurde entschieden, dass man auch an eine IR-Abwehr denken musste. Da Deutschland auf dem Gebiet der IR-Technik führend war, wusste man, dass die gegnerischen Nationen folgen würden. Die UdSSR und die USA arbeiteten selbst bereits an solchen Nachtsichtgeräten. Ob man in Deutschland über den Entwicklungsstand der Feindmächte im Bilde war, ist nicht bekannt.
Unter Schick wurde auf Basis des Patents vom 5. Mai 1942 eine Tarnbedruckung entwickelt, die sowohl die visuelle Tarnung mittels Mehrfarbtarndruck als auch die infrarote Tarnung mittels einer Farblösung bot, die die IR-Geräte des Gegners irritieren sollte. Diese Irritation bestand daraus, dass das Ziel im Sichtgerät nicht klar erkannt werden konnte, da diese bestimmten Tarndrucke ein klares Sichtbild des Zieles beeinträchtigten.
Die Farbmischung des offiziell Buntfarbendruck 45 genannten Tarnmusters bestand aus dunkelgrün, hellgrün, rot, gelbbraun und schwarz. Diese schwarze Farbe besaß einen hohen Kohlenstoffanteil, weshalb IR-Geräte den Träger nicht als klares Ziel aufnehmen konnten. Die Umrisse des Körpers konnten somit aufgebrochen und mit dem Hintergrund besser verschmolzen werden.
Die Farben wurden von BASF, Hoechst und Bayer hergestellt.

## Nutzung im Zweiten Weltkrieg
Uniformen im Leibermuster sind heutzutage die seltensten Tarnmuster, da diese erst ab Frühjahr 1945 in Produktion gingen. Alle Bilder, die Soldaten mit diesen Uniformen zeigen, wurden im Mai 1945 in der ehemaligen Tschechoslowakei aufgenommen. Da dort eine große Bekleidungsindustrie ansässig war, ist davon auszugehen, dass die Uniformen vorwiegend in diesem Raum hergestellt wurden. Erst 2010 ist eine größere Menge Bilder aus diesem Raum aufgetaucht, die Soldaten mit Leibermusteruniformen zeigen.
Leibermuster war dabei keine Tarnung der Waffen-SS, vielmehr sollte sie alle bisherigen Tarnuniformen von Wehrmacht (Heer, Luftwaffe, Kriegsmarine) und der Waffen-SS ersetzen. Die bekannten Originalfotos zeigen bisher Heeressoldaten in Leibermusterkleidung, keine Angehörigen der Waffen-SS.
Bekannt sind derzeit nur Feldblusen und Feldhosen aus leichtem Drillichmaterial und im vereinfachten Schnitt der Felduniform 44. Der Grundstoff ist dabei ein naturweißer Drillich, der durch Rollendruck bedruckt ist. Da die verschiedenen Farben nicht übereinandergedruckt wurden, entstanden oft Verschiebungen der Tarnflecken, die dann einen dünnen weißen Rand zwischen den Farbverläufen ergaben. Das Druckmuster wiederholte sich alle 80 cm, also dem Umfang einer Druckrolle. Der Tarnverlauf der schwarzen Streifen war meistens waagerecht, es gibt jedoch auch Uniformteile, deren Grundstoff vertikal verarbeitet wurde.
In einer US-amerikanischen Sammlung befindet sich ein Wendeparka (weiß/Buntfarbendruck), dessen Originalität jedoch angezweifelt wird. Feldmützen, Viertaschenröcke, Helmbezüge und Panzerkombis gab es nicht, diese Teile werden jedoch von asiatischen Reproduktionsherstellern angeboten.
Bei lesbaren Herstellerkodierungen (Reichsbetriebsnummern) findet sich meistens der Kode RBNr. 0/0135/5043.

## Nachkriegsnutzungen und -entwicklungen

### Deutschland und Belgien

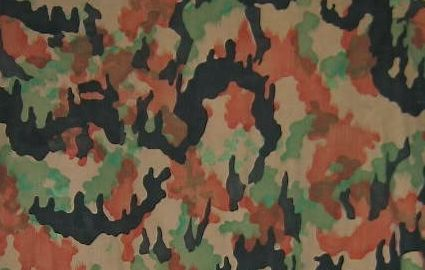
Bundeswehr-Leibermuster 1955

Mit dem Scheitern der Europäischen Verteidigungsgemeinschaft (EVG) im Jahre 1954 musste sich die Bundesrepublik Deutschland für die aufzustellende Armee um eigene Ausrüstung und Uniformen kümmern. Es war geplant, dass eine einheitliche Uniform, Abzeichen und Ausrüstung für alle teilnehmenden Länder eingeführt wird. Bisher wurde seitens deutscher Hersteller eine Feldflasche und ein Tarnanzug im Leibermuster vorgeschlagen, von denen die Feldflasche 1956 in die Bundeswehr eingeführt wurde (Hersteller Paul Schulze, Lübbecke, in Sammlerkreisen als Modell 56 bekannt). Der Leibermuster-Anzug wurde nach deutschen Vorgaben in Belgien von den Firmen RAKA und K.-H. im Jahre 1955 hergestellt und auch bei der Vorstellung deutscher Bundeswehruniformen im Juni 1955 in einer Pressekonferenz gezeigt. Eingeführt wurde jedoch eine Tarnuniform im veränderten Splittermuster 31. Der Name des deutschen Leibermusteranzuges sollte „Gefechtsanzug 52“ lauten, nach dem Jahr des Entwicklungsbeginns.
In diesem Muster sollten Hosen, anknöpfbare Kapuzen, Jacken, Zeltbahnen, Zeltbahntaschen sowie Zeltzubehörtaschen hergestellt werden.
Die belgische Armee hatte 20.000 Anzüge bestellt und die Einführung beschlossen, den Auftrag jedoch nach dem Scheitern der EVG-Bemühungen zurückgezogen. Belgien führte 1956 einen Tarnanzug mit abgewandeltem britischen Muster ein.
Die Bundeswehr führte 1956 eine Zeltbahn ein, die die schwarzen Karbonflecken auf einem dem Splittertarn des genutzten Tarnanzuges ähnlichen Muster zeigte. Das bei Sammlern Amöbentarn genannte Tarnmuster wurde so nur auf der Zeltbahn, der Zeltbahntasche und der Zeltzubehörtasche eingeführt.

### Schweiz

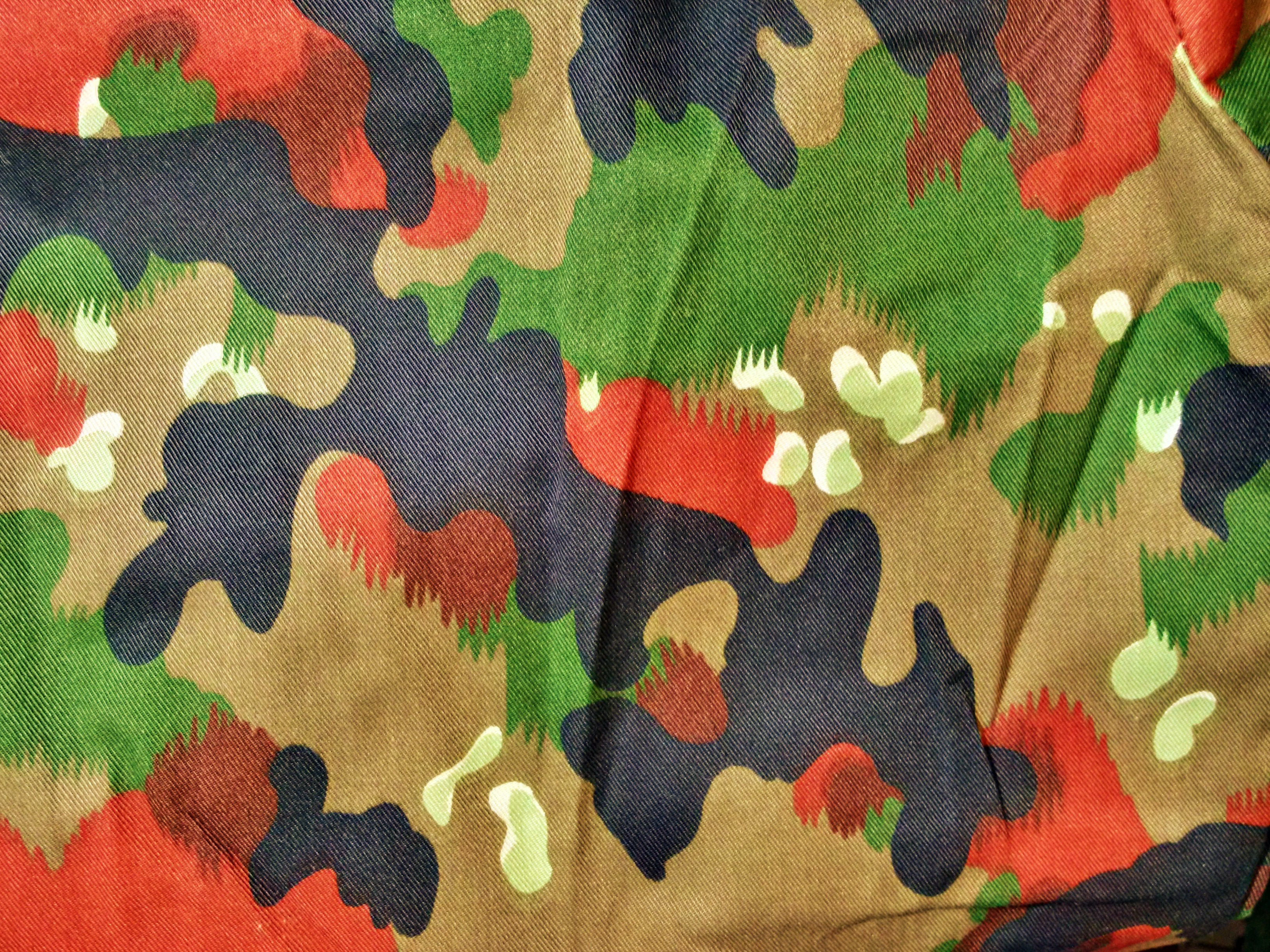
Schweizer Leibermuster-Variante/Taz83

Die Schweiz führte 1956 einen Kampfanzug ein, der aus Hose, Jacke mit Gesichtsschleier und Rucksack bestand, die aus einer Abwandlung des Leibermusters hergestellt waren. Das Tarnmuster wurde Kampfanzug 53 genannt, der Anzug jedoch als Kampfanzug 56 eingeführt. Der Rucksack war ebenfalls aus Tarnstoff und sollte ohne Träger in die Jacke eingehakt werden, also ähnlich dem Konzept der Bundeswehr von 1955, nach dem der Soldat „aus den Taschen“ kämpfen und nicht mit Koppeltrageausrüstung zusätzlich belastet werden sollte.
Das Tarnmuster wurde später einheitlich als Taz83 bezeichnet.
Das schweizerische Tarnmuster bestand aus einem stärkeren Rotanteil, bei dem sich die anderen Tarnfarben teilweise überdeckten. Auch hier wurde eine schwarze Karbonfarbe genutzt, um ein Verschmelzen der Umrisse des Soldaten in ultraviolettem Licht zu gewährleisten.
Zum Teil findet sich für das Schweizer Variante auch die Phantasiebezeichnung „Alpenflage“ (aus Alpen und Camouflage).
Das Tarnmuster wurde in den 1990er Jahren durch das neue Tarnmuster, ohne Rotanteil, Taz90 ersetzt.

### Tschechoslowakei
Nach dem Zweiten Weltkrieg nutzte die neugegründete Tschechoslowakische Volksarmee das Leibermuster für einige Jahre, wobei die Uniformen vermutlich aus alten, für die Wehrmacht hergestellten Beständen stammte. Ab 1947 stellte die Tschechoslowakei eine eigene Abart des Leibermusters her, bei dem die Grundfarbe mehr grün enthielt und die Farben überdruckt wurden, so dass keine Farbverschiebungen auftraten. Die schwarzen Karbonflecken wurden übernommen. Erst in den 60er Jahren wurde das tschechische Leibermuster durch eine neue Tarnuniform ersetzt.